# Dewoitine D.620
Dimensions
Le Dewoitine D.620 est un prototype d'avion de ligne français des années 1930. 
L'unique prototype construit ne déboucha pas sur une fabrication en série, en raison de ses mauvaises qualités de vol. Le premier vol fut effectué par le pilote Jean Doumerc.

## Historique
À la suite de la tragédie impliquant le Dewoitine D.332 Émeraude, des mesures importantes ont été prises pour renforcer les normes de calcul de résistance ainsi que les coefficients de sécurité. Le projet de la version à haute densité du D.334, a été abandonné en conséquence. À la place, un nouvel aéronef a été envisagé pour le remplacer, portant curieusement la désignation hors séquence D.620.
Cet appareil était toujours conçu comme un trimoteur monoplan avec train d'atterrissage escamotable de configuration classique. Sa capacité était prévue pour 30 passagers. Les moteurs Gnome et Rhône 14Krds en étoile du D.334 ont été conservés, mais montés sur une cellule fortement renforcée. En réponse à une commande d'état en date du 31 août 1934, un prototype a été rapidement construit et mis en production. Après une sortie d'usine à l'automne 1935, il a effectué son premier vol le 22 octobre 1936 sous les commandes du pilote Jean Doumerc.
Cependant, les premiers vols ont révélé des problèmes sérieux de stabilité, ce qui a conduit à un retour en usine pour des modifications. Malgré des essais multiples, les problèmes de stabilité persistaient. La société SAF (Société Aéronautique Française) a donc pris la décision d'interrompre le programme. De plus, étant donné que le D.338 donnait entière satisfaction, Air France a décidé de l'utiliser comme gros porteur pour 22 passagers, ce qui a annulé le rôle prévu pour le D.620. En conséquence, le projet D.620 a été abandonné et sa voilure partiellement réutilisée dans le programme D.342.

## Aspects techniques
Cet aéronef était un monoplan trimoteur conçu pour le transport civil, avec un train d'atterrissage escamotable. Sa structure était en métal, accompagnée de surfaces de contrôle revêtues de toile. L'aile arborait les caractéristiques distinctives des créations de Dewoitine : un unique longeron, un allongement considérable et l'atout de volets d'intrados.
À l'intérieur du fuselage, une disposition avait été soigneusement aménagée pour accueillir confortablement 30 passagers. Ces voyageurs étaient répartis au sein de deux compartiments distincts : une cabine avant pouvant accueillir 9 passagers, et une cabine arrière avec une capacité de 21 passagers. De plus, des soutes d'une capacité de 3m3 étaient réservés au transport de fret et de courrier. L'équipage désigné pour cet appareil comprenait deux pilotes, un opérateur radio et un steward.
La propulsion de l'aéronef était assurée par trois moteurs Gnome-Rhône 14Kdrs, des moteurs à double étoile de 14 cylindres, développant une puissance de 740 chevaux au décollage. Ces moteurs actionnaient des hélices tripales à pas fixe, dont le diamètre atteignait 3,20 mètres, toutes produites par Gnome-Rhône. Les ailes étaient équipées de réservoirs de carburant pouvant contenir jusqu'à 2592 litres d'essence, répartis entre quatre réservoirs.
Le train d'atterrissage suivait une configuration conventionnelle, avec les roues principales rétractant dans les nacelles moteurs. À l'arrière de l'appareil, une roulette de queue fixe permettait de contrôler la direction lors des manœuvres au sol.